# Liga Întâi a Armeniei
Liga Întâi este cea de-a doua divizie a piramidei fotbalului armean.

## Campioni
| Sezon   | Campion            | Locul 2            |
| 1992    | Ararat Ararat      | Aragats            |
| 1993    | Zankezour          | Artashat           |
| 1993    | Lori Vanadzor      | Aznavour           |
| 1994    | Aragats            | Kasakh             |
| 1995    | sezon de tranziție | sezon de tranziție |
| 1995–96 | Arabkir            | BKMA Yerevan       |
| 1996–97 | Dvin Artashat      | Lori Vanadzor      |
| 1997    | Shirak-2           | Spitak             |
| 1998    | Zvartnots-AAL      | Lori Vanadzor      |
| 1999    | Dinamo Yerevan     | Mika-Kasakh        |
| 2000    | Armenikum          | Karabakh           |
| 2001    | Malatia            | FIMA               |
| 2002    | Armavir            | Araks Ararat       |
| 2003    | Kilikia            | Vagharshapat       |
| 2004    | Pyunik-2           | Lernayin Artsakh   |
| 2005    | Pyunik-2           | Ararat Yerevan     |
| 2006    | Pyunik-2           | Lernayin Artsakh   |
| 2007    | Pyunik-2           | Mika-2             |
| 2008    | Shengavit          | Pyunik-2           |
| 2009    | Impuls             | Shengavit          |
| 2010    | Ararat Yerevan     | Banants-2          |
| 2011    | Shengavit          | Mika-2             |